# Départements réunis
Ne doit pas être confondu avec Départements des Pays-Bas.
1795 – 1814
18 ans et 3 mois
Entités précédentes :
- Pays-Bas autrichiens (Seconde restauration)

Entités suivantes :
- Royaume uni des Pays-Bas

Les neuf départements réunis ou simplement les départements réunis est le nom parfois donné aux départements français issus des Pays-Bas autrichiens et de la principauté de Liège à la suite de l'annexion par la République française en 1795. Territorialement, ils correspondent majoritairement aux actuels Belgique et Luxembourg.

## Contexte historique
Après avoir battu les Impériaux à la bataille décisive de Fleurus, le 26 juin 1794, les Français occupent les Pays-Bas autrichiens et le pays de Liège.
Conformément au décret relatif aux pays réunis à la République française du 13 avril 1793, la Convention nationale française décrète le 9 vendémiaire an IV (1er octobre 1795) la réunion de la Belgique et du pays de Liège à la France.
Ces territoires sont réorganisés en neuf départements correspondant à peu près aux anciens États des Pays-Bas autrichiens et le Sud de l'Entre-Sambre-et-Meuse est attaché au département des Ardennes (décret du 14 fructidor an III 31 août 1795).
Le traité de Campo-Formio (1797), puis le traité de Lunéville (1799) sanctionnent la cession des Pays-Bas méridionaux à la France par l’empereur du Saint-Empire : « Les articles 3 et 4 du traité de Campo-Formio consacrèrent enfin, au point de vue international, la réunion de la Belgique à la France. Voici ces articles. Art. 3 - Sa Majesté l'Empereur, Roi de Hongrie et de Bohême, renonce pour elle et ses successeurs en faveur de la République française, à tous ses droits et titres sur les ci-devant provinces belgiques, connues sous le nom de Pays-Bas autrichiens. La République française possédera ces pays à perpétuité, en toute souveraineté et propriété, et avec tous les biens territoriaux qui en dépendent ».
Ces départements sont intégrés dans le royaume uni des Pays-Bas en 1815, à la suite de la défaite de Napoléon. En 1830 ils deviennent indépendants sous le nom de royaume de Belgique.

## Liste des neuf départements réunis
Le décret du 14 fructidor an III (31 août 1795) par lequel la Convention nationale française adopte une nouvelle division du territoire de la Belgique, du pays de Liège, et d'autres pays adjacents, en neuf arrondissements ou départements :
- arrondissement ou département de la Lys – chef-lieu : Bruges – actuelle province de Flandre-Occidentale ;
- arrondissement ou département de l'Escaut – chef-lieu : Gand – actuelle province de Flandre-Orientale ;
- arrondissement ou département des Deux-Nèthes – chef-lieu : Anvers – actuelle province d'Anvers ;
- arrondissement ou département de la Dyle – chef-lieu : Bruxelles – ancienne province de Brabant ;
- arrondissement ou département de la Meuse Inférieure – chef-lieu Maestricht – actuels province de Limbourg et Limbourg néerlandais ;
- arrondissement ou département de l'Ourthe – chef-lieu : Liège – actuelle province de Liège ;
- arrondissement ou département de Jemmapes – chef-lieu : Mons – province de Hainaut ;
- arrondissement ou département de Sambre-et-Meuse – chef-lieu : Namur – actuelle province de Namur ;
- arrondissement ou département des Forêts – chef-lieu : Luxembourg – actuels Grand-Duché de Luxembourg et province de Luxembourg (dite "Luxembourg belge");

et la mise en place d'une administration provisoire pour la Flandre zélandaise, appartenant au département de l'Escaut, et comprenant le Sas-de-Gand, L'Écluse, Oostbourg, Ysendyck et Hulst